# Max Schlup
Max Schlup (* 9. Juli 1917 in Lengnau BE; † 11. Februar 2013 in Biel/Bienne) war ein Schweizer Architekt.

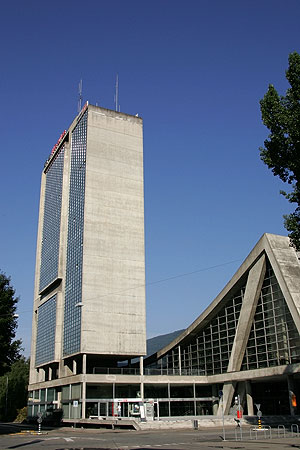
Kongresszentrum Biel, Max Schlups Hauptwerk

## Leben
Max Schlup, Sohn eines Karosserieschlossers und Schreiners, besuchte in Biel die Grundschulen, lernte Hochbauzeichner und studierte von 1933 bis 1939 Architektur mit Diplomabschluss am Technikum Biel. Nach dem Militärdienst und praktischen Arbeiten, zum Teil im Ausland, eröffnete er 1948 sein eigenes Architekturbüro in Biel.
Zunächst hatten seine Arbeiten den traditionell üblichen Heimatstil. Nach seinen Reisen bis nach Südamerika in den fünfziger Jahren, wo er das entstehende Brasília und Oscar Niemeyer kennenlernte, änderte sich seine Sicht zu moderner Bauweise. Mit den gleichdenkenden Kollegen der sogenannten Solothurner Schule, Alfons Barth, Hans Zaugg, Franz Füeg und Fritz Haller, teilte er die Betonung einer geometrischen Ordnung und die Vorliebe für zeitgemässe Materialien wie Stahl und Glas.
Sein grösstes Werk, das Bieler Kongresshaus mit Schwimmbad und angebautem Hochhaus, war damals und ist bis heute ein (nicht von allen) bewundertes Kulturgut von nationaler Bedeutung. Die Bauten der siebziger Jahre waren bereits nach 30 Jahren wegen ungenügender Klimatisierung renovationsbedürftig. Dazu sagt Benedikt Loderer frei zitiert: «Für Bauschäden ist nach der üblichen Denkweise der Architekt schuld, aber man kann nichts Neues bauen ohne Fehler. Sonst müsste man bauen, wie das schon mehrfach vorher geübt war.» Ein weiterer wichtiger Bau ist das Gymnasium Biel-Seeland, das 1980 entstand. Die Schul- und Verwaltungsbauten Schlups entstanden ausschliesslich in Biel und im Raum des Jurasüdfusses. Trotz dieser lokalen Beschränktheit leistete er damit einen wichtigen Beitrag zur Schweizer Nachkriegsarchitektur.

## Bauten
Wichtigste Auswahl

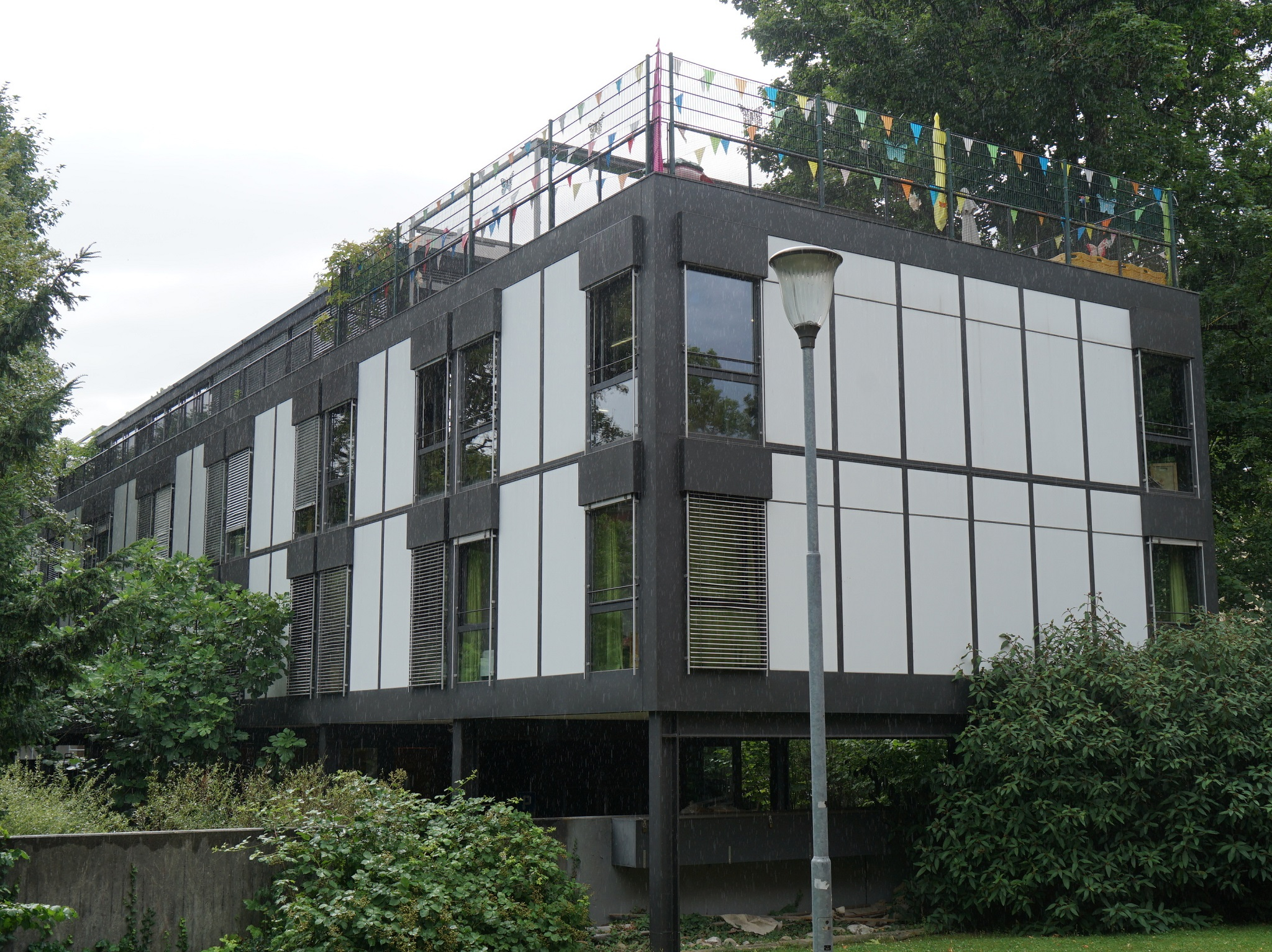
Heim Mutter und Kind, Biel

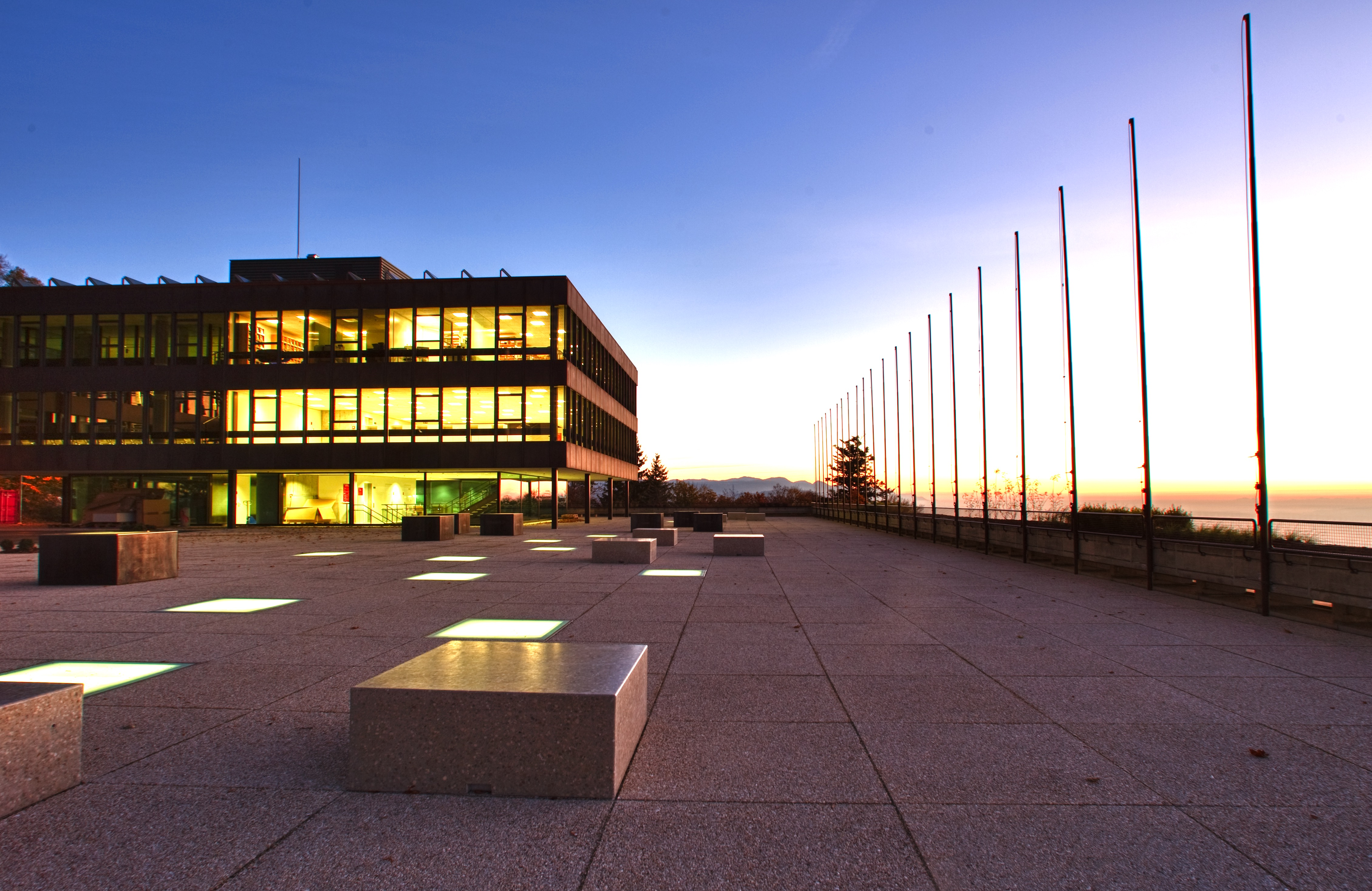
Hauptgebäude der Eidgenössischen Hochschule für Sport Magglingen EHSM

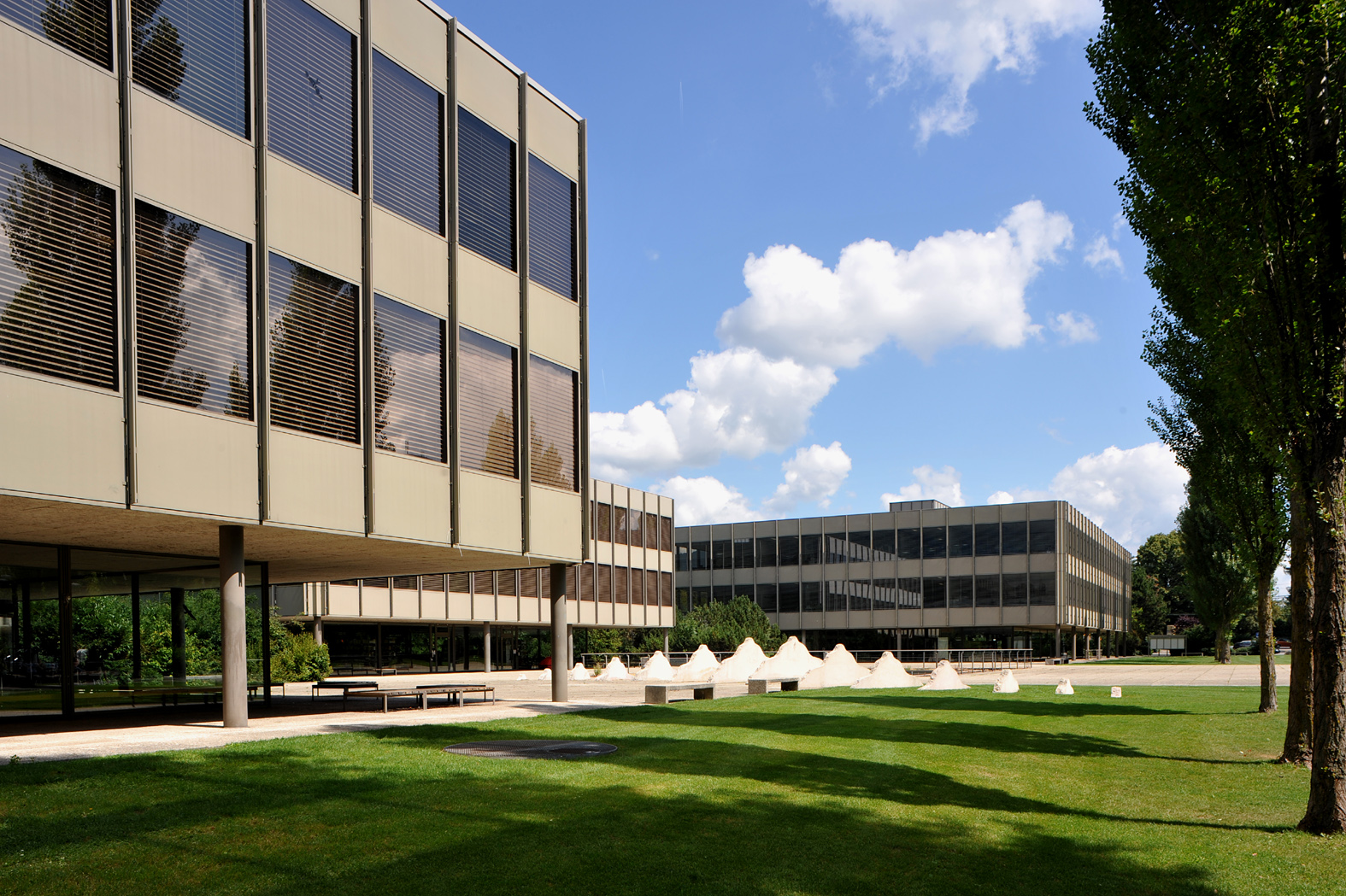
Gymnasium Strandboden

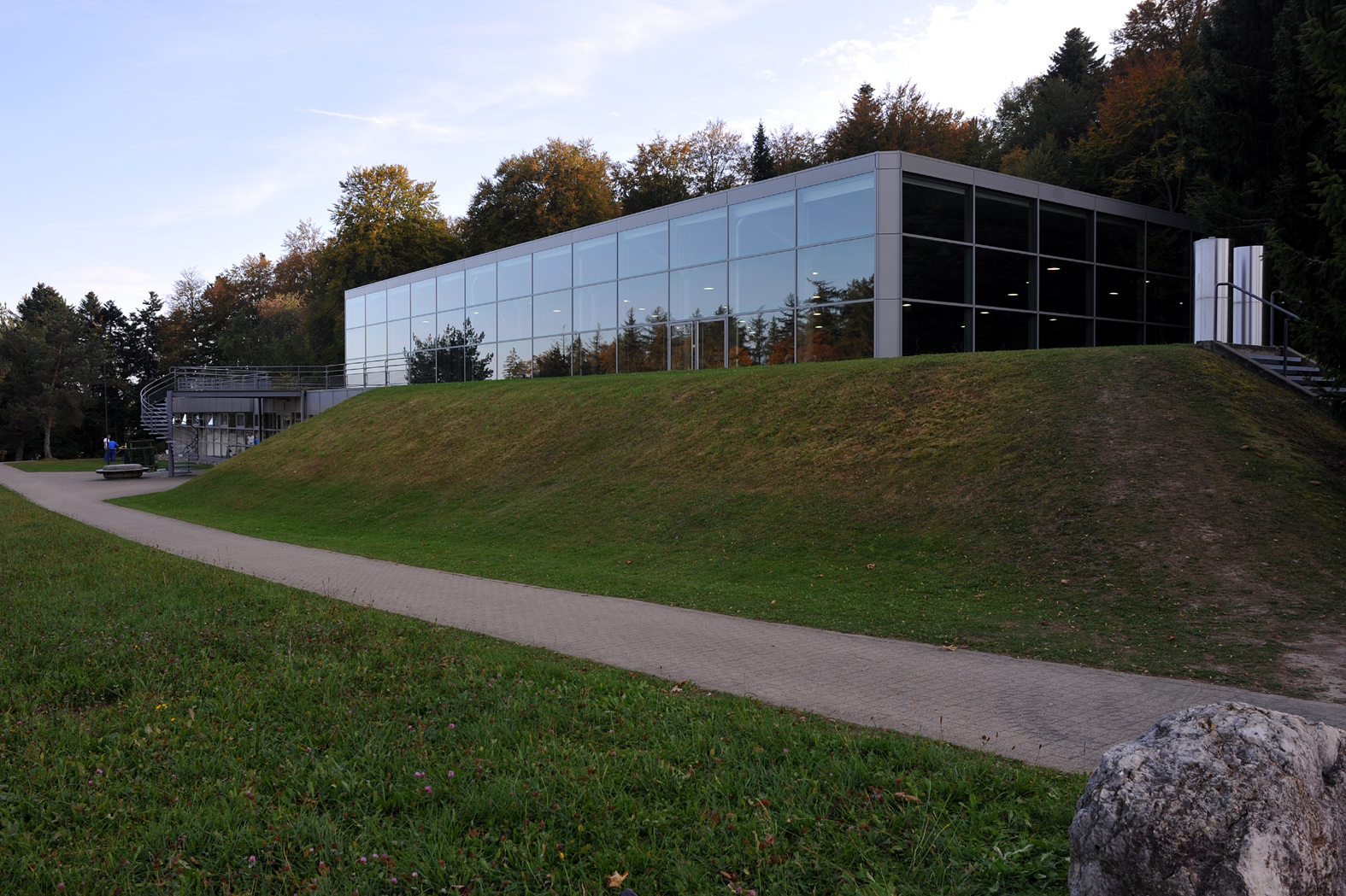
Jubiläumshalle, EHSM

- 1956, Kirchgemeindehaus Farel, Oberer Quai 12, Biel
- 1957, Hyga Wattefabrik, Fabrikstrasse 1, Lengnau
- 1959, Eigenes Wohnhaus, Tessenbergstrasse 8, Biel
- 1962, Primarschulhaus Champagne, Biel
- 1966, Kongresshaus Biel, Zentralstrasse 69, Biel
- 1966, Villa, Hohlenweg 33, Bellmund
- 1970, Schulgebäude der Eidg. Turn- und Sportschule, Hauptstrasse 247, Magglingen
- 1970, Wohnheim «Mutter und Kind», Seevorstadt, Biel
- 1976, Grosssporthalle End der Welt, Magglingen
- 1976–1977, Sekundarschulbauten Kleindietwil[3]
- 1980, Gymnasium Strandboden, Ländtestrasse 12, Biel
- 1982, Jubiläumsturnhalle, Magglingen

## Archivalien
- Archivbestand: Max Schlup. ISIL: CH-001538-7 0085 Max Schlup. Archives de la construction moderne der EPFL, Lausanne, Schweiz.